# Zosterops inornatus
El anteojitos sencillo (Zosterops inornatus) es una especie de ave paseriforme de la familia Zosteropidae endémica de la isla de Lifou, en el archipiélago de Nueva Caledonia.